# Okres Steyr-venkov
Okres Steyr-venkov  je okres v rakouské spolkové zemi Horní Rakousy. Má rozlohu 971,70 km² a žije zde 58 784 obyvatel (k 1. 1. 2011). Sídlem okresu je město Steyr. Okres se dále člení na 20 obcí (z toho 1 město a 6 městysů).

## Města a obce

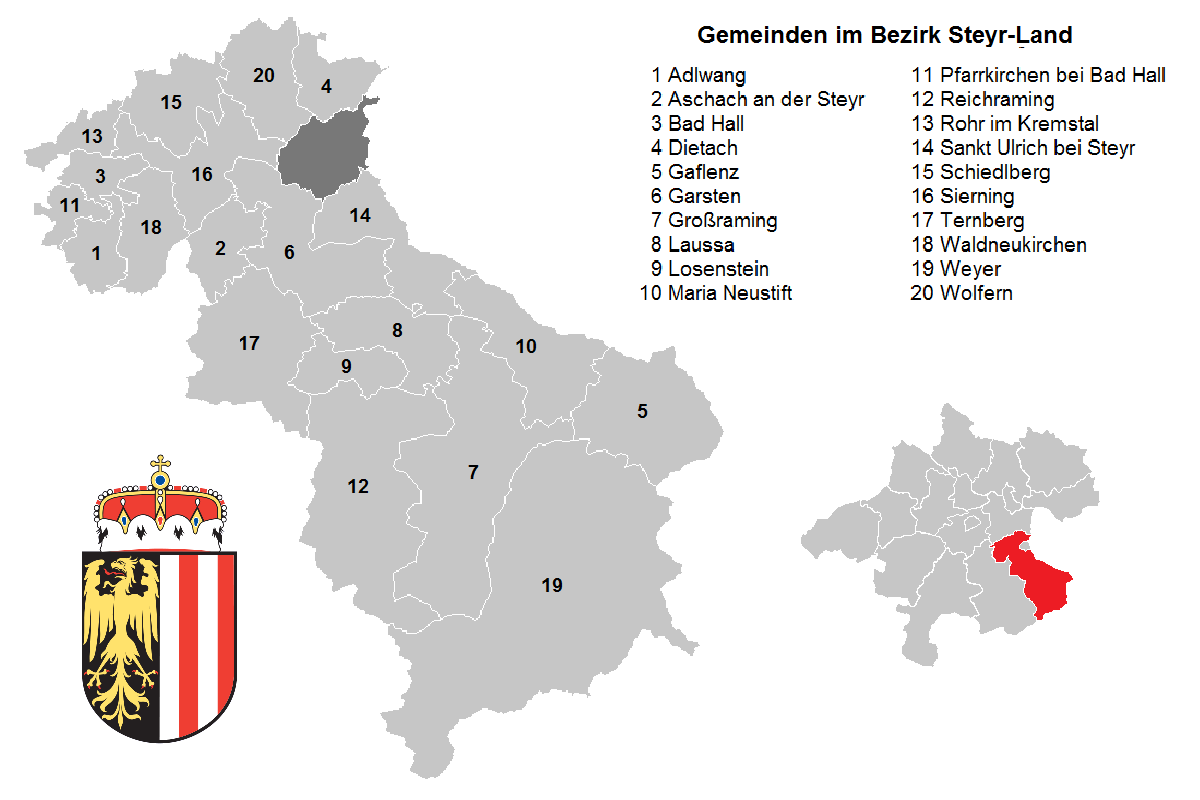
Obce v okrese Steyr-venkov

| Město: - Bad Hall Městysy: - Gaflenz - Garsten - Sierning - Ternberg - Weyer - Wolfern | Obce: - Adlwang - Aschach an der Steyr - Dietach - Großraming - Laussa - Losenstein - Maria Neustift - Pfarrkirchen bei Bad Hall - Reichraming - Rohr im Kremstal - Schiedlberg - Sankt Ulrich bei Steyr - Waldneukirchen |